# العباضلة (البعيزات أولاد سليمان)
العباضلة هو دُوَّار يقع بجماعة تفتاشت، إقليم الصويرة، جهة مراكش آسفي في المملكة المغربية. ينتمي الدوّار لمشيخة البعيزات أولاد سليمان التي تضم 8 دواوير. يقدر عدد سكانه بـ 780 نسمة حسب الإحصاء الرسمي للسكان والسكنى لسنة 2004.

## روابط خارجية
- البوابة الوطنية للجماعات الترابية
- المندوبية السامية للتخطيط